# Hamburgs pendeltåg

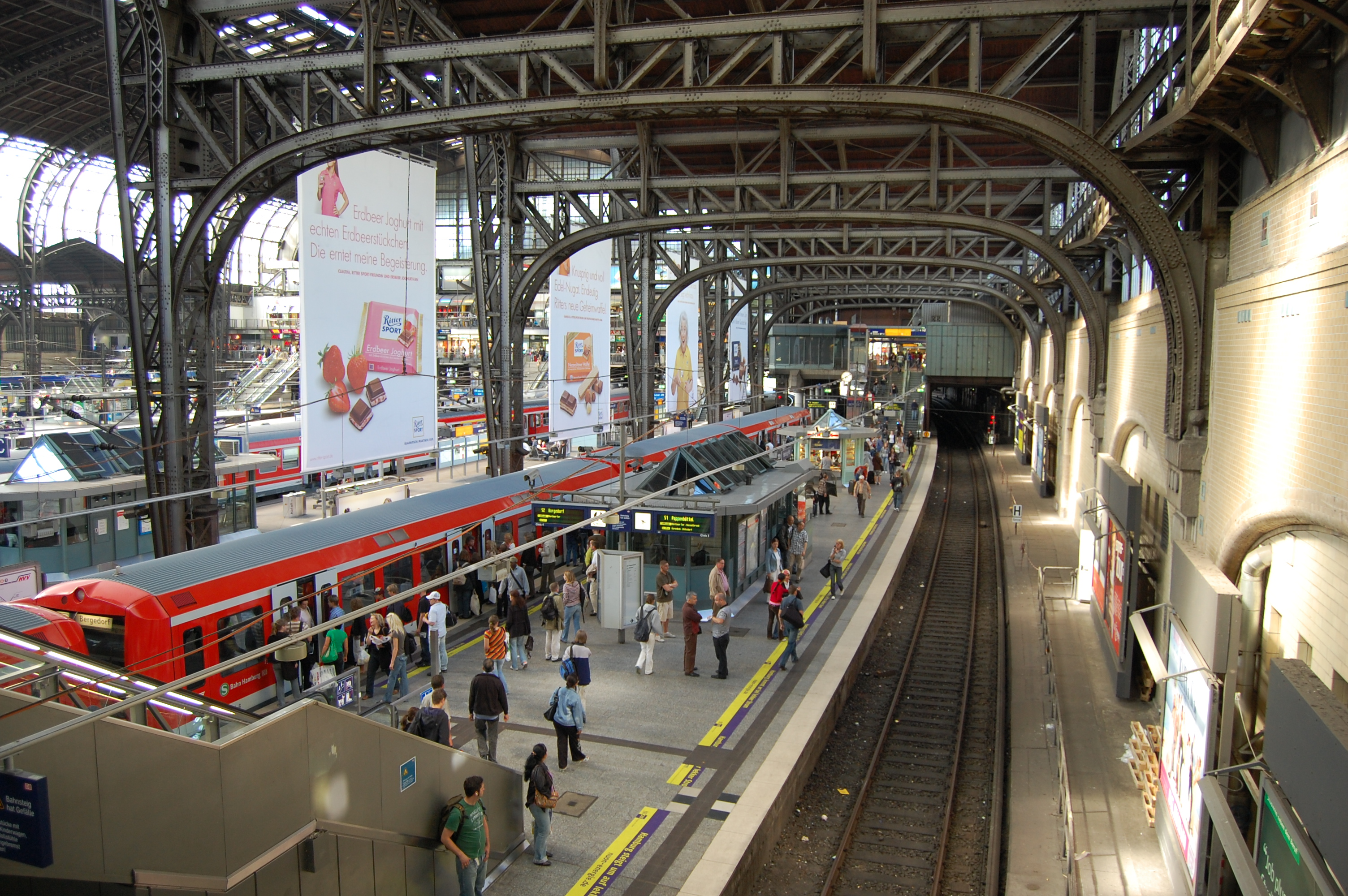
Pendeltåg på Hauptbahnhof

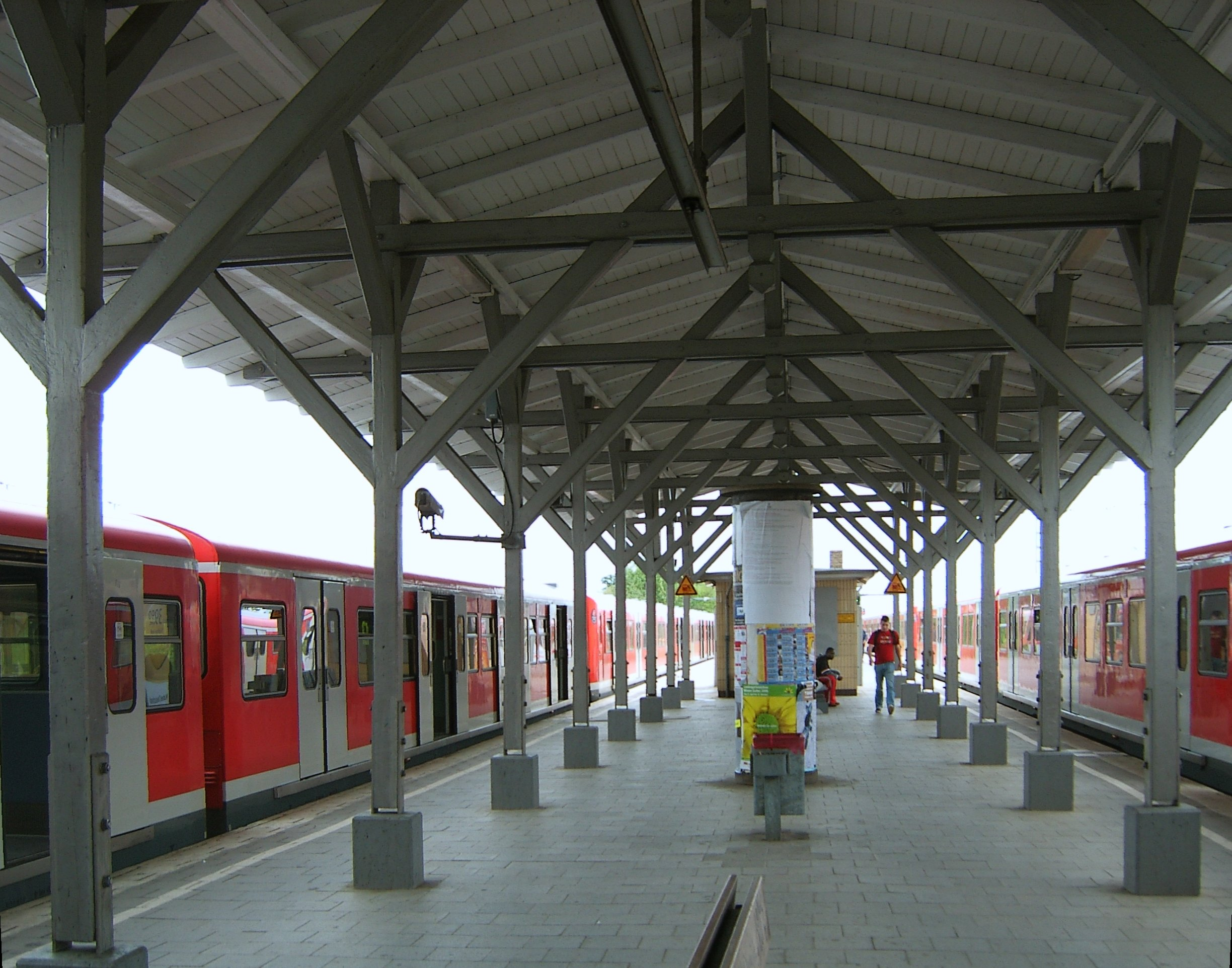
Rothenburgsort station

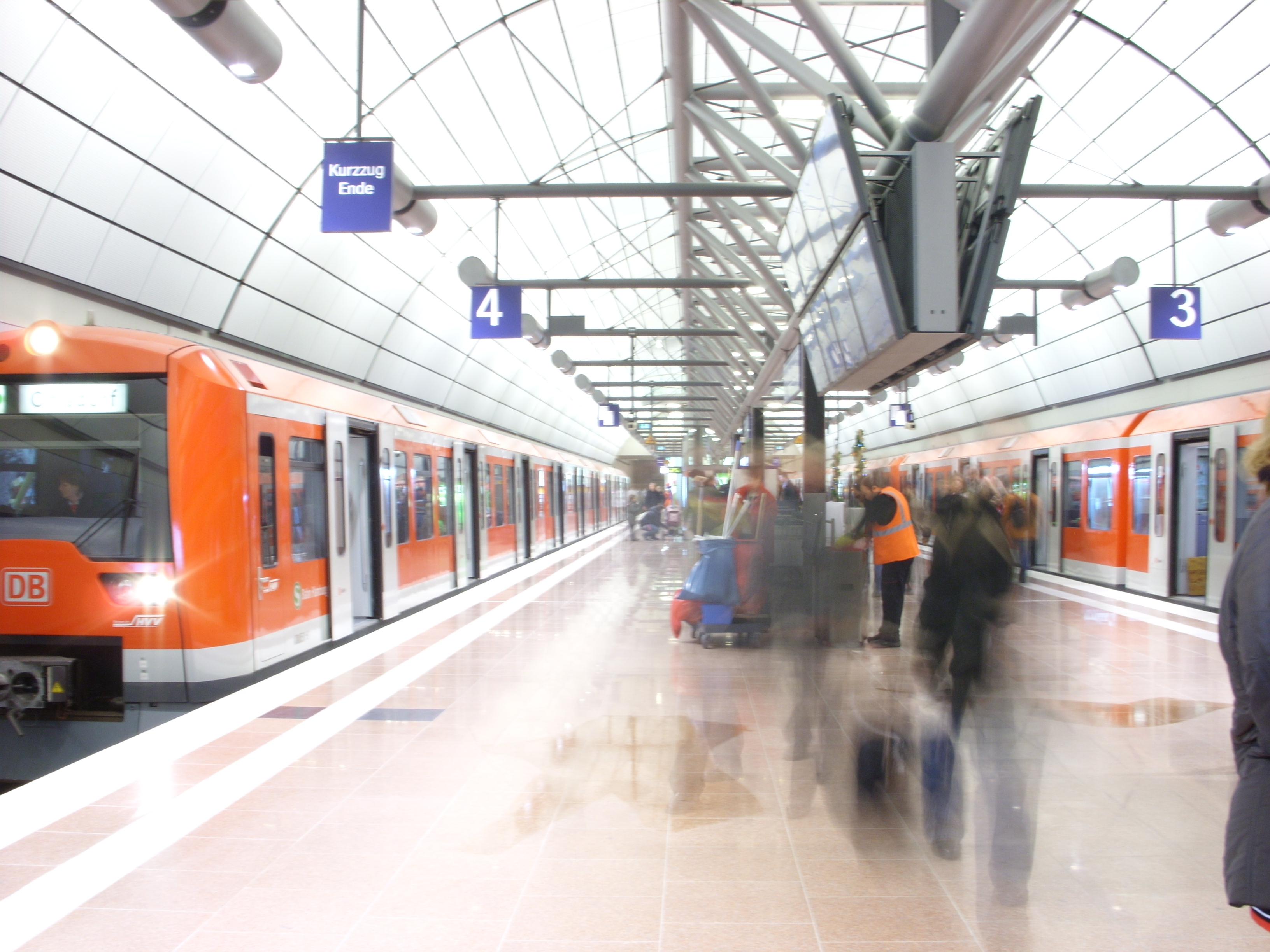
Flughafen Hamburg station

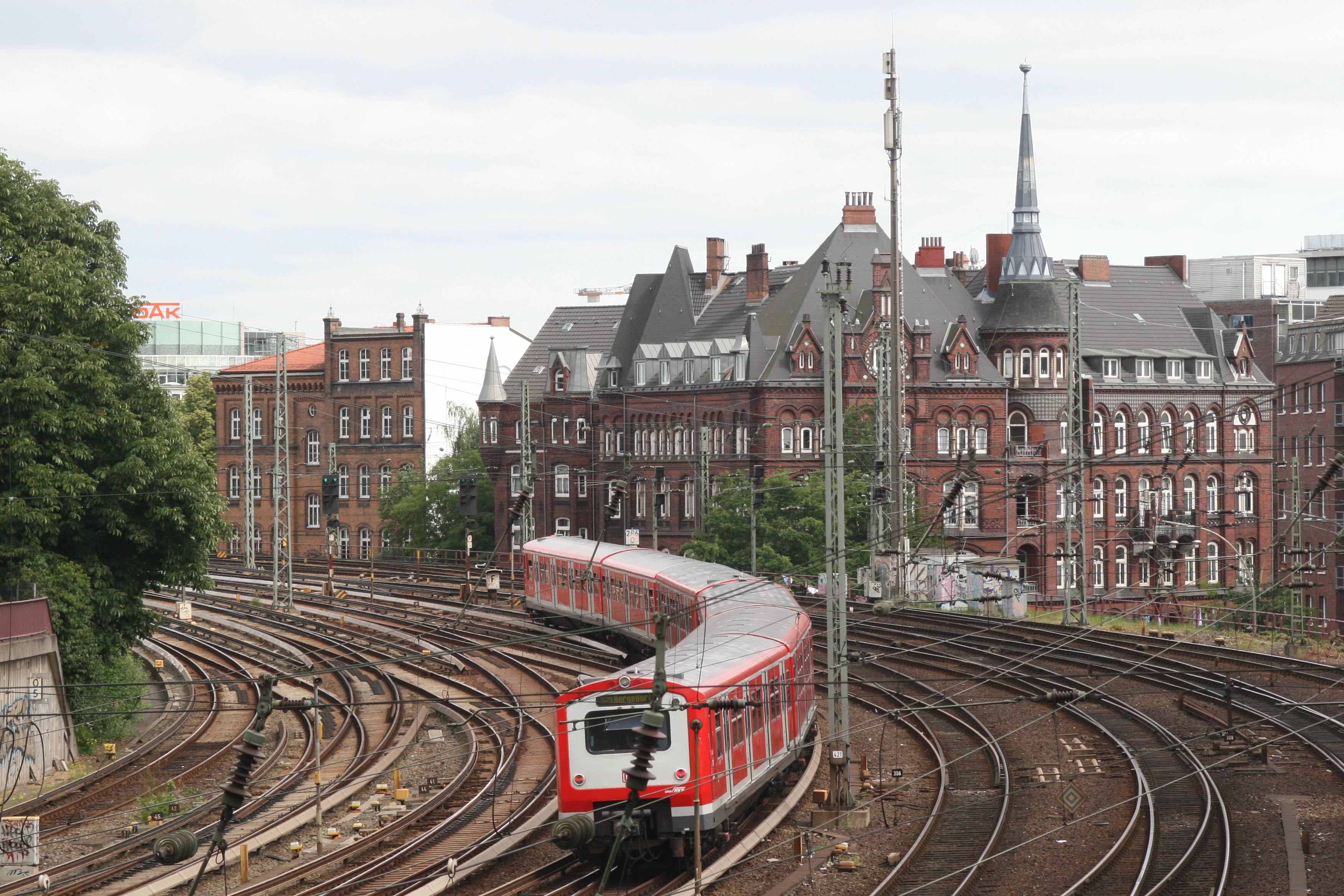
Pendeltåg vid Hammerbrook

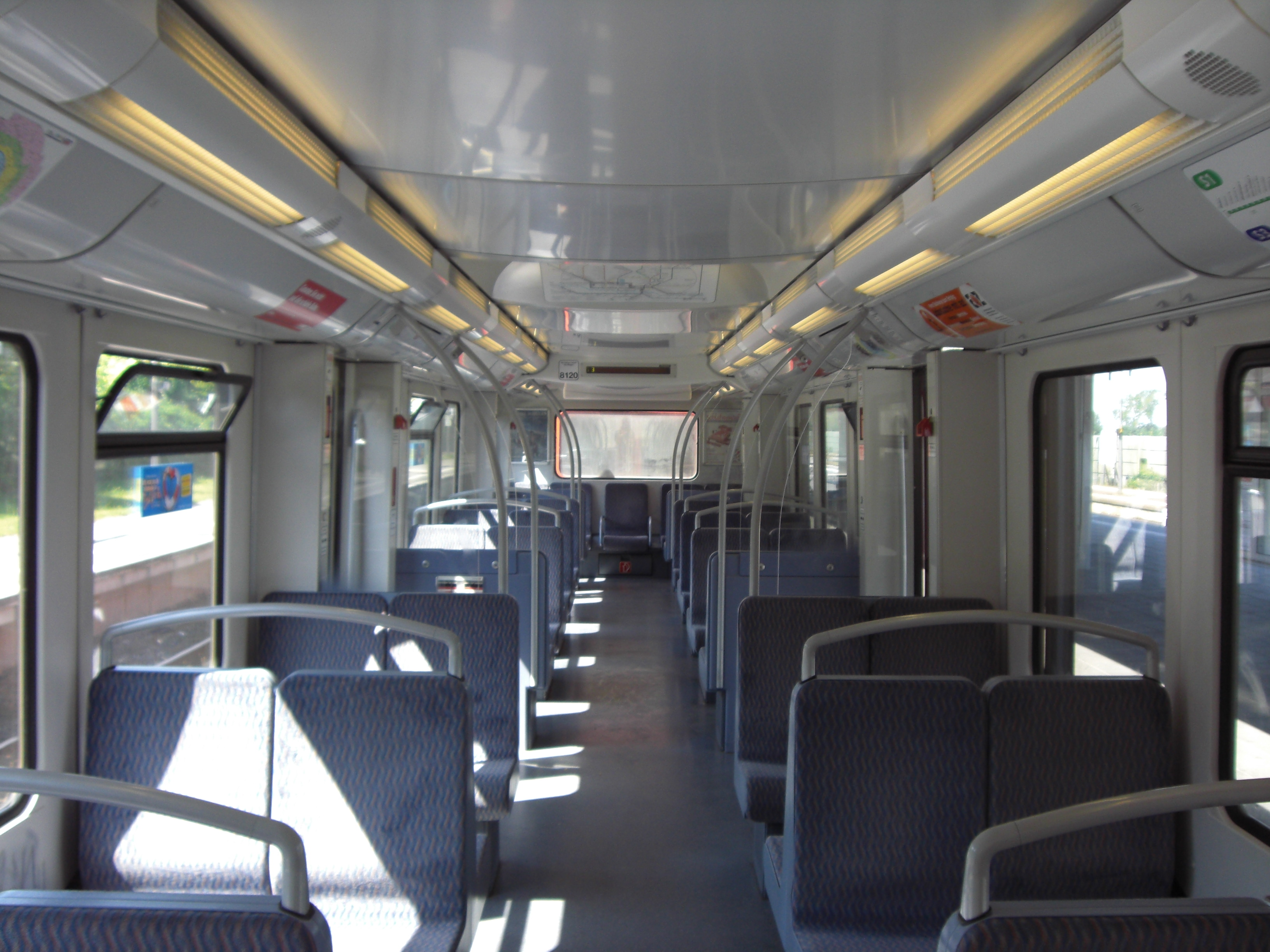
Inuti ett S-Bahntåg

Hamburgs pendeltåg kallas för S-Bahn (Stadtschnellbahn) och är en viktig del av lokaltrafiken i Hamburg tillsammans med tunnelbanan (U-Bahn). Vidare finns Hamburgs lokaltåg (AKN-Bahn), regionaltåg samt ett omfattande busslinjenät. S-Bahn delar inte nät utan endast stationer med tunnelbanan (U-Bahn). I centrala Hamburg går pendeltågen i en lång tunnel under staden, City-S-Bahn. Flera större stationer finns i tunneln, såsom  Jungfernstieg, Landungsbrücken och Reeperbahn. Vidare finns Harburgtunneln i södra Hamburg. Flera linjer trafikerar Hamburg-Altona länken.
Trafiken körs på uppdrag av trafikhuvudmannen Hamburger Verkehrsverbund (HVV) av operatören S-Bahn Hamburg GmbH som är ett dotterbolag till Deutsche Bahn AG. 
Vagnarna drivs med 1200 volt likström från strömskena. Pendeltågen går helt på egna spår (utom till Stade), men i vissa fall på gemensamma banvallar och med stationer gemensamma med järnvägar för fjärr- och regionaltåg. Hamburg har fem större järnvägsstationer som trafikeras av både fjärr-, regional- och pendeltåg. De stationerna är Hamburg Hauptbahnhof, Dammtor, Altona, Harburg och Bergedorf. Pendeltågsnätet är 147 km långt och har 70 stationer.
Ca 277 miljoner passagerare färdas med tågen per år (2016).
Hamburgs S-Bahn öppnades 1906 och året därpå elektrifierades banan. År 2008 började sträckan Neugraben-Stade trafikeras med pendeltåg. Denna sträcka är rent tekniskt inte en S-Bahn-järnväg utan har järnvägens normala kontaktledningsteknik, och det finns plankorsningar med bilväg. Tåg på denna linje kan ta ström från såväl kontaktledning och strömskena. 
På linje S3 och S5 öppnades nya Elbbrücken station december 2019, där man kan byta till tunnelbanans linje U4. 2023 öppnade nya station Ottensen.
| Linje | Viktiga stationer |
| ----- | --- |
|       | Wedel – Blankenese – Othmarschen – Altona – Reeperbahn – Landungsbrücken – Jungfernstieg – Hauptbahnhof – Berliner Tor – Hasselbrook – Barmbek – Ohlsdorf – tågen delas upp i två delar mot: Flughafen Hamburg eller Poppenbüttel |
|       | Altona – Sternschanze – Dammtor – Hauptbahnhof – Berliner Tor – Bergedorf – Aumühle |
|       | Pinneberg – Elbgaustraße – Altona – Reeperbahn – Landungsbrücken – Jungfernstieg – Hauptbahnhof – Hammerbrook – Elbbrücken – Harburg – Harburg Rathaus – Neugraben – Buxtehude – Horneburg – Stade                                |
|       | Elbgaustraße – Sternschanze – Dammtor – Hauptbahnhof – Hammerbrook – Elbbrücken – Harburg – Harburg Rathaus – Neugraben – Buxtehude – Horneburg – Stade                                                                           |

## Framtid
En ny linje är under byggnation, linje S4 via Wandsbek till Ahrensburg, en plan som kom till redan på 1960-talet. Linjen började byggas år 2021 och kommer att gå mellan Hamburg – Ahrensburg – Bad Oldesloe med en sträcka på 24,4 km. Nya S-bahnspår och nya stationer byggs och första delen planeras att öppnas 2027. 
| Linje | Sträcka |
| ----- | --- |
|       | Altona - Königstrasse - Reeperbahn - Landungsbrücken - Stadthausbrücke - Jungfernstieg -Hauptbahnhof - Berliner Tor - Landwehr - Hasselbrook (ny sträcka >) - Claudiusstrasse - Bovestrasse - Holstenhofweg - Tonndorf - Pulverhof - Rahlstedt - Ahrensburg - Ahrensburg-Gartenholz - Bargteheide - Kupfermühle - Bad Oldesloe |

Linje S5 är under byggnation sedan 2023 och är idag en del av A-Bahn, men ska konverteras till S-Bahn och dagens linje S5 blir då betydligt längre. Linjen beräknas vara klar ca 2028.
| Linje | Sträcka |
| ----- | --- |
|       | Eidelstedt – Eidelstedt Zentrum – Hörgensweg – Schnelsen Süd – Schnelsen – Burgwedel – Bönningstedt – Hasloh – Quickborn Süd – Quickborn – Ellerau – Tanneneck – Ulzburg Süd – Henstedt-Ulzburg – Kaltenkirchen Süd – Kaltenkirchen |

En ny linje  är under planering och är tänkt att gå Holstenstrasse – Ruhrstrasse – Von-Sauer-Strasse – Lurup Mitte – Osdorfer Born. Sträckan har fem nya stationer och är tänkt att dras helt i en tunnel, längden planeras till cirka 6 km.
En ny ca 5,5 km lång S-Bahntunnel med namnet Verbindungsbahn-Entlastungstunnel är under planering på sträckan Hauptbahnhof och Altona / Diebsteich.

## Underjordiska S-Bahnstationer
City-S-Bahntunneln - Linje  

Hamburg har flera pendeltågsstationer som ligger under jord. Det finns sammanlagt ca 13 km pendeltågstunnlar i Hamburg.
Flera underjordiska stationer ligger bl.a. i City-S-Bahntunneln som är 5,75 km lång. Här finns bl.a. Jungfernstieg, Landungsbrücken, Reeperbahn och Altona.

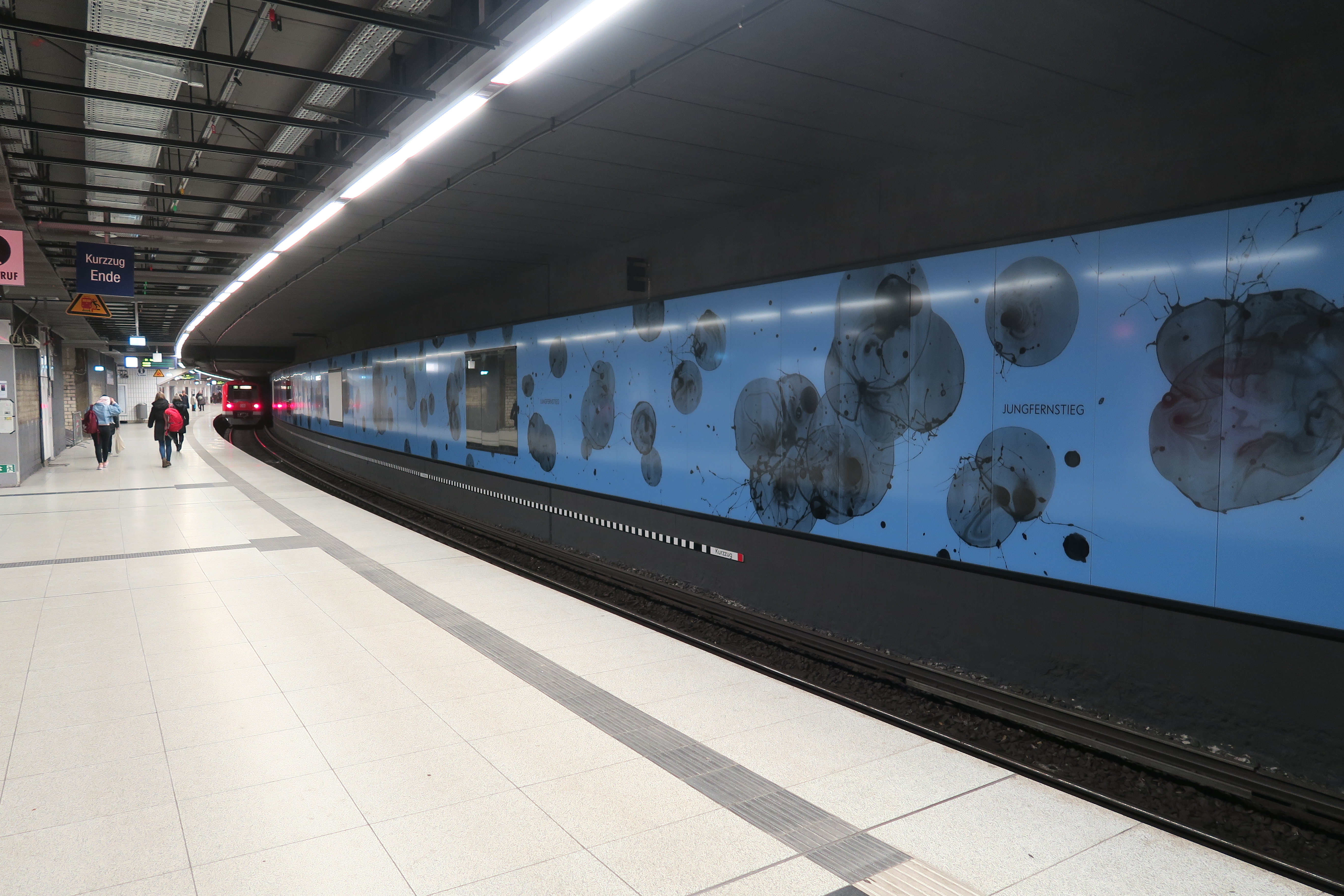
Jungfernstieg
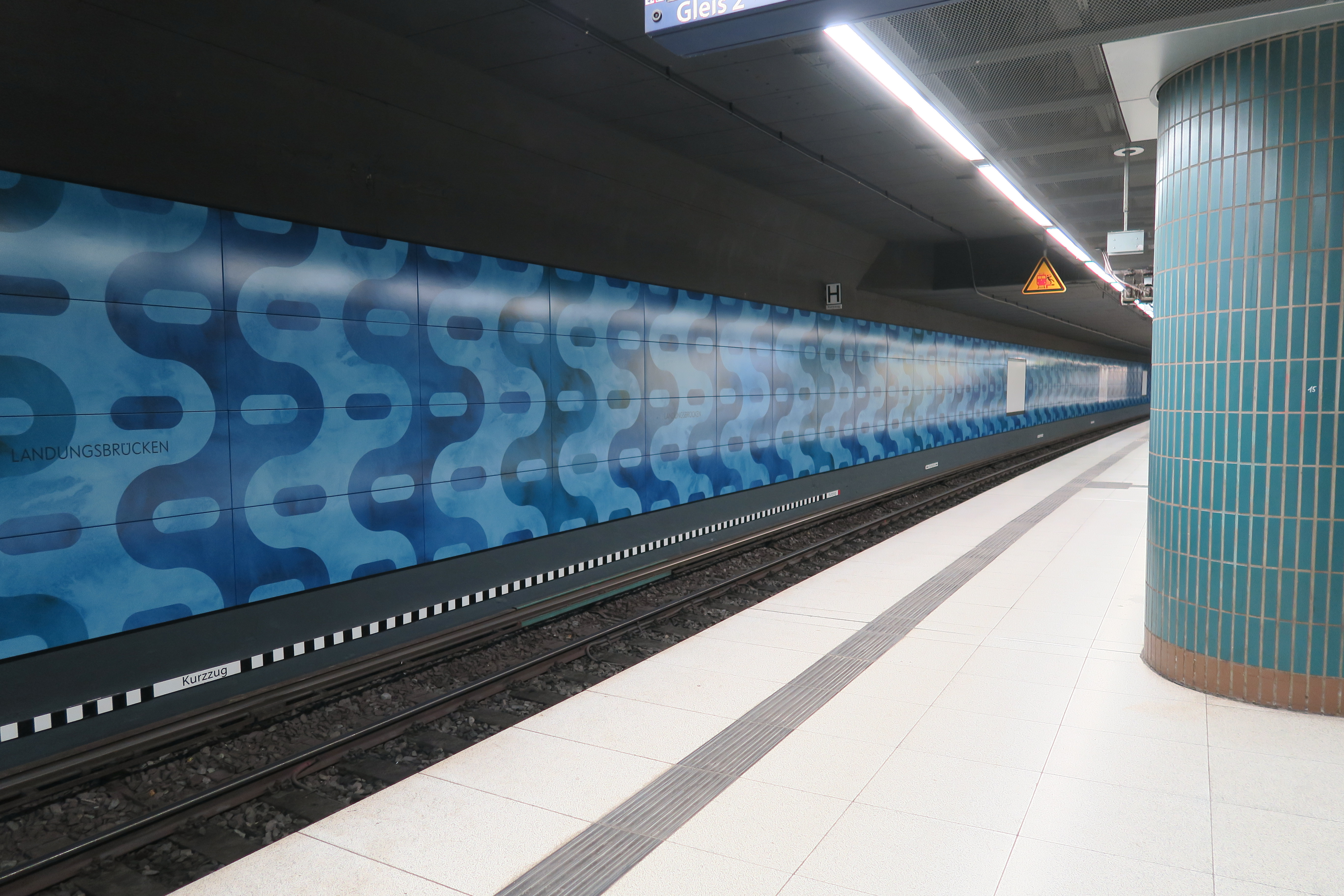
Landungsbrücken
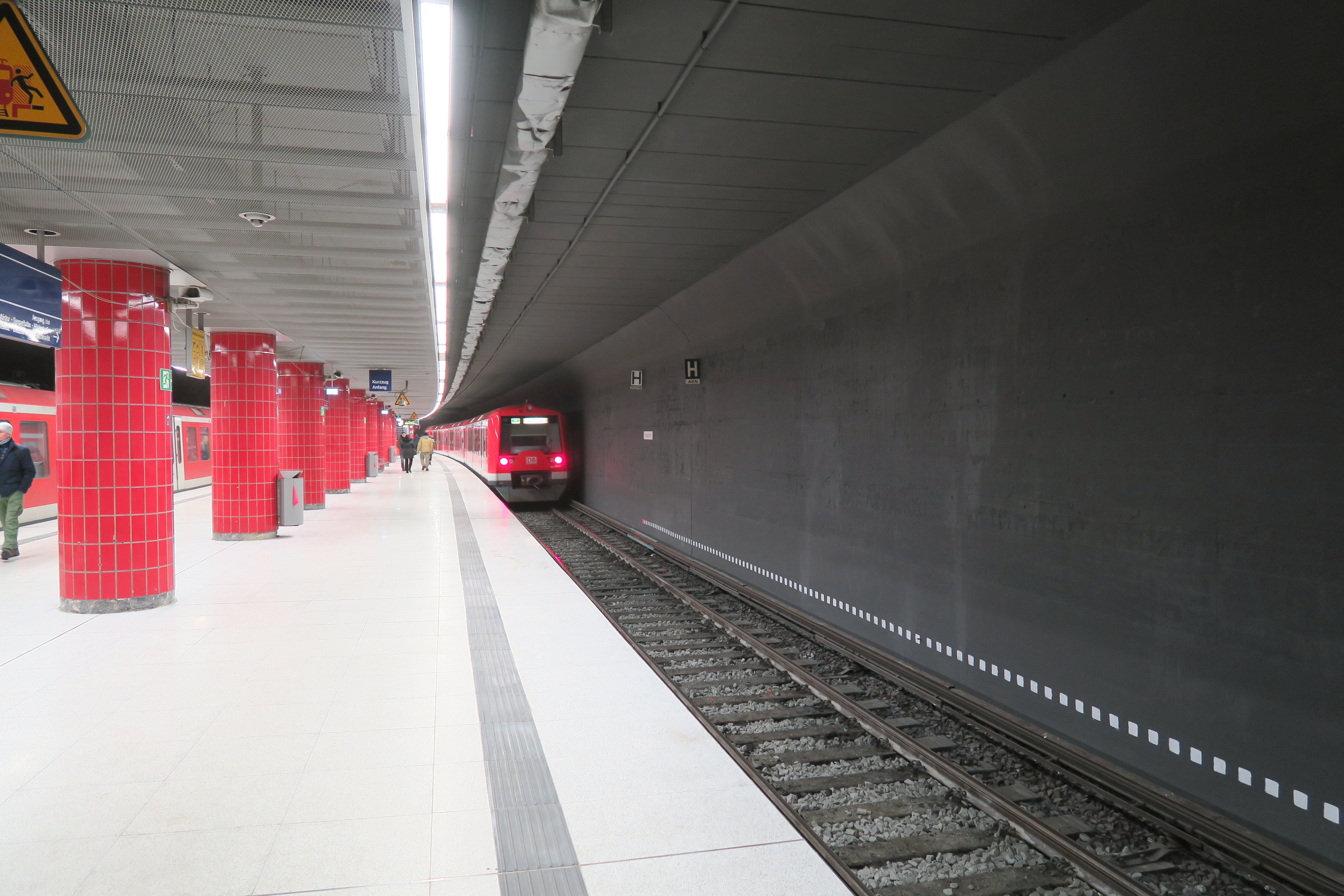
Reeperbahn
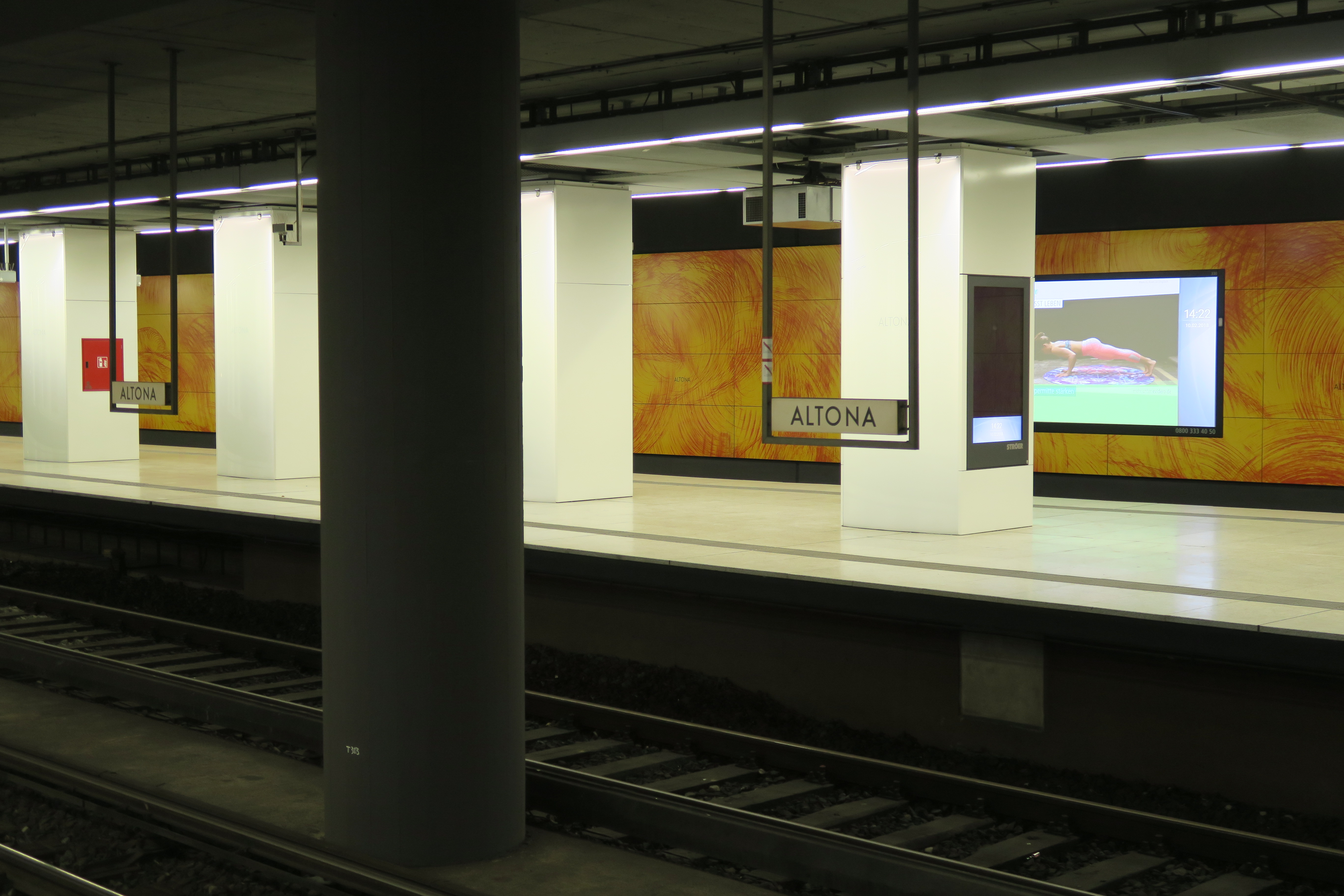
Altona

Harburgtunneln - Linje  

Tre underjordiska pendeltågsstationer Harburg, Harburg Rathaus och Heimfeld ligger i Harburgtunneln som är 4,2 km lång. 

Flughafentunnel - Linje 

En underjordisk station, Flughafen Hamburg station, ligger under Hamburgs flygplats i Flughafentunnel som är 3 km lång.